# Похождения Невзорова, или Ибикус
«Похождения Невзорова, или Ибикус» — повесть А. Н. Толстого, посвящённая злоключениям и выживанию авантюриста Невзорова во время Гражданской войны и эмиграции. Ранний советский плутовской роман.

## Содержание
Служащему транспортной конторы, живущему на 2-й Мещанской улице в Петербурге, звавшемуся Семён Иванович Невзоров, ещё до революция гадалка нагадала, что его ждёт судьба, полная приключений, слава и богатство. Также он сам себе погадал на гадальной колоде девицы Ленорман, и вышел у него «Символ смерти, или говорящий череп Ибикус». С той поры этот образ черепа, видение, намёк на него, появляется перед Невзоровом накануне кризисных ситуаций.
А. Н. Толстой берёт маленького смешного человечка-мещанина со склонностью к хвастовству и глупыми мечтами о богатстве и белых плечах аристократок, которые бы на него вешались, и проводит его через злоключения Гражданской войны. Невзоров, в начале напоминающий Чичикова, за время скитаний очень сильно развивается, демонстрируя потрясающую способность к выживанию и заработку денег. Его история начинается в Петрограде перед Февральской революцией, после которой он с большой суммой наличных на руках едет в Москву. Там он связывается с девицей из круга футуристов и переживает события Октябрьской революции. Весной 1918 года он решает, что мудро уехать на юг, но ссаженный с поезда, оказывается в украинских степях, на пути у анархистов, у батьки Ангела.
Затем Невзоров живёт в Одессе времён французской оккупации и диких спекуляций, ввязавшись одновременно в отношения с контрразведкой Белой армии. Наконец, он эвакуируется в Турцию и выживает в Константинополе. Во время всех этих скитаний Невзоров учится потрясающе адаптироваться к ситуации и выживать, зарабатывает деньги абсолютно любыми путями и, в зависимости от их наличия, удовлетворяет свои постоянные мечты хорошо одеваться, есть и об элегантных «аристократических» женщинах.
Завершается книга такими словами:
«Разумеется, было бы лучше для повести уморить Семена Ивановича… Но ведь Семен Иванович — бессмертный… Он сам — Ибикус. Жилистый, двужильный, с мертвой косточкой, он непременно выцарапается из беды, и — садись, пиши его новые похождения. В ресторане у Токалиана Семен Иванович сам… рассказал свою дальнейшую судьбу. Заявил, что он — король жизни… Я нисколько не сомневаюсь в словах Семена Ивановича».

## История создания
Как указано в комментариях к собранию сочинений, впервые три первые главы под заглавием «Ибикус (повесть)» напечатаны в журнале «Русский современник», 1924, No 2, 3, 4. Полностью впервые под заглавием «Похождения Невзорова, или Ибикус» повесть вышла отдельным изданием в ГИЗ, Л.-М. 1925. Елена Толстая в книге «Ключи от счастья» уточняет, что советские библиографы почему-то не замечают первой публикации этой повести в течение 1923 года в берлинском журнале «Сполохи» А. Дроздова: «А выдавать уже вышедшие в эмиграции свои книги за новые он умел: повесть (…) по возвращении в Советскую Россию издал как новую, и за ней в библиографиях так и закрепился 1924 год». Также она сообщает, что два полудокументальных очерка, опубликованных Толстым в Харькове, в газете «Южный край» в октябре 1918 года, под заголовком «Между небом и землей. Очерки литературной Москвы» были использованы им в «Ибикусе». Первый из них описывает Москву лета 1918 года, второй — литературное кафе, где выступают футуристы; портретно обрисован Семисветов — Маяковский, Василий Каменский — «мать русских футуристов», «футурист жизни» Гольцшмидт.
Как рассказывал в СССР сам Толстой, повесть была началом его литературной работы после возвращения в Россию из эмиграцию. Она стала как бы центральной частью в цикле произведений о белой эмиграции, в который входят более ранние произведения писателя («В Париже», «На острове Халки», «Рукопись, найденная под кроватью», «Черная пятница») и более поздняя повесть «Эмигранты». Позже эти же мотивы будут встречаться в «Хождении по мукам».
В архиве Толстого сохранился также набросок плана большого неосуществленного произведения о белой эмиграции, составленный, судя по всему, задолго до работы над «Ибикусом». Ряд его пунктов, вероятно, были использованы для последней части этой книги:
Вот вам история небольшой, но чрезвычайно сложной человеческой ячейки, распылившейся по Европе.

Начало распыления Одесса.

7 апреля 19 г. генерал д’Ансельм, команд. войсками интервенции, объявил эвакуацию Одессы в следующих выражениях;

«Вследствие недостаточного подвоза питания Одессы производится частичная разгрузка города».

А вчера ещё в газетах было: «Наши войска неуклонно продвигаются… Ни в каком случае мы не намерены» и т. д.

Население прочло.

И покатилось в порт колесом. Стрельба. Возы с багажом. Бандиты.

Все кверх ногами в гавань. Плавающие сундуки.

Пар. Кавказ (то есть, пароход «Кавказ» — А А). Население. Слои. Классы. Контрразведка. Спекулянты на сундуках.

Монархический заговор.

12 дней.

Константинопольская баня.

Острова. Монастырь. Первые кабаре. Хождение за визами.

3 месяца на панели.

Дельцы. Улицы Галаты. Тараканьи бега.

Разбредаются по Европе… (Архив А. Н. Толстого, No 391).
Комментаторы подчёркивают, что в этом раннем плане нет фигуры протагониста: «Видимо, этот центральный образ, давший возможность А. Толстому так широко живописать нравы и быт эмигрантского мира, стал вырисовываться в сознании писателя лишь позднее». Его возникновение дало возможность нанизать события повести от Петрограда до Константинополя.
Елена Толстая указывает, что в раннем рассказе А. Н. Толстого «Месть» (1910) речь идёт об аристократе Сивачеве. Этот «адски» шикарный синий кирасир, имеющий успех у женщин, «поперёк горла становится» завистливому и несимпатичному герою рассказа, князю Назарову (сыну фабриканта, титул которого куплен). По её мнению, этот «князь Назаров» может быть прототипически связан с другим самозванцем — «графом» Невзоровым.
В последующий период А. Н. Толстой практически не перерабатывал это раннее произведение, внеся лишь ряд стилистических исправлений.

### Прототипы
- Семисветов — Маяковский
- «Красный» граф Шамборен — чекист Лафар, Георгий Георгиевич[4]
- Белый контрразведчик Ливеровский — использована фамилия министра Временного правительства Александра Ливеровского. После Октябрьской революции тот жил под Сочи в небольшом домике, в политической деятельности участия не принимал. Работал садовником, кухонным мужиком, сторожем, сигнальщиком на маяке. Некоторое время жил по подложному паспорту. В это же время, по семейному преданию, его подлинные документы оказались в распоряжении авантюриста, который затем бежал за границу, где выдавал себя за бывшего министра Ливеровского — именно этот аноним якобы вдохновил Толстого.
- Биограф писателя Алексей Варламов в ЖЗЛ обращает внимание, на то, что Невзоров — фальшивый граф, и напоминает, что А. Н. Толстой серьёзно переживал насчёт правоправности собственного графского титула. По словам Варламова, как Невзоров, А. Н. Толстой мог сыграть, изобразить кого угодно. «Именно эту переменчивость своего творца и отразил впоследствии герой „Ибикуса“ граф Симеон Невзоров, один из самых удачных персонажей всей прозы Алексея Толстого», пишет биограф.
- Как подтверждают советские комментаторы, в повести автор использовал особенно много непосредственно виденного и пережитого им в период 1918—1920 годов. Жена писателя Н. В. Толстая-Крандиевская в своих воспоминаниях (Архив А. Н. Толстого, No 6235) пишет, что, например, в повести «Ибикус», в конце главы первой воспроизведены обстоятельства переезда Толстого со всей семьей из Москвы на Украину, переход через пограничную линию, проходившую тогда близ Курска — «с фотографической точностью и так ярко, что мне прибавить к этому нечего». На личном опыте Толстого основано описание морского пути из Одессы в Константинополь на пароходе «Кавказ» и пребывание эмигрантов в карантине на острове Халки[2]. Её сын Федор Крандиевский в мемуарах «Рассказ об одном путешествии» подтверждает: «Мы прожили на Халки несколько летних месяцев. Этот период нашей жизни описан отчимом в повести „Ибикус“ (или „Похождения Невзорова“), а также в рассказе „На Халки“. Наконец пришли из Парижа долгожданное письмо и необходимые бумаги от дяди Серёжи. Мы едем в Париж!»

## Оценка
- Корней Чуковский: «Он не придавал большого значения „Ибикусу“ и пожимал плечами, когда я говорил ему, что это одна из лучших его повестей, что в ней чувствуешь на каждой странице силу его нутряного таланта. Повесть эта все ещё недооценена в нашей критике, между тем здесь такая добротность повествовательной ткани, такая лёгкая, виртуозная живопись, такой богатый, по-гоголевски щедрый язык. Читаешь и радуешься артистичности каждого нового образа, каждого нового сюжетного хода»[3].
- Юрий Тынянов: «Алексей Толстой — великий писатель. Потому что только великие писатели имеют право так плохо писать, как пишет он. Его „Петр I“ — это Зотов, это Константин Маковский. Но так как у нас вообще не читают Мордовцева, Всев. Соловьева, Салиаса, вот успех Ал. Толстого. Толстой пробовал несколько жёлтых жанров. Он пробовал жёлтую фантастику („Гиперболоид инженера Гарина“) — провалился. Он попробовал жёлтый авантюрный роман („Ибикус“) — провалился. Он попробовал жёлтый исторический роман и тут преуспел — гений!». Елена Толстая уточняет: «несправедлива характеристика иронической и пародийной повести «Похождения Невзорова, или Ибикус» как жёлтой и бульварной. Утверждения о «провале» «Ибикуса» и «Гиперболоида инженера Гарина» по контрасту с «Петром Первым» обозначают провал у тогдашней критики, что было делом нехитрым: сам Тынянов и «Аэлиту» счёл провалом»[3].
- Вадим Баранов, «А. Н. Толстой. Жизненный путь и творческие искания»: «Совсем иной тип жизненного поведения [по сравнению с рассказом „Рукопись, найденная под кроватью“] и иной вариант национального предательства изображает Толстой в „Похождениях Невзорова“. Теперь повествование предельно динамично, место действия постоянно меняется, но ещё важнее, что сам герой постоянно меняет свою личину. Если поначалу перед нами мещанин со столь заурядной наружностью, что его все время путали с кем-то другим, то далее взору читателя предстает череда удивительных превращений. Ничтожный конторщик Семен Иванович Невзоров становится сначала графом Симеоном Иоанновичем Невзоровым, затем греком Семилапидом Невзораки и, наконец, французским контом Симон де Незор. Удивительные приключения Невзорова постоянно сопровождает образ Ибикуса, говорящего черепа из астрологического календаря. С одной стороны, череп — символ смерти. Но у него есть и скрытая, оборотная сторона. Конторщик Невзоров живуч. Будучи посредственностью, он постоянно претендует на нечто большее и, если позволят обстоятельства, предъявит жизни максимум требований (мечта об абсолютном господстве над людьми в образе императора Ибикуса I). Бредоносные идеи мирового господства как раз в ту пору взрастали на почве послевоенной Европы. Отсюда вторая сторона образа Ибикуса, придающая ему глубокое символическое обобщение: живучесть мирового мещанства, способность его принимать разные обличья».
- Татьяна Толстая (внучка автора): «„Хмурое утро“ — дрянь. А вот „Ибикус“ мне не написать, — это его лучший роман. „Похождения Невзорова“. Литературно — это его лучший роман! Он прям весь сияет. Он выделяется!»[5]
- Павел Стеллиферовский в литературоведческом исследовании «„Чего изволите?“, или Похождения литературного негодяя» (1991) называет Невзорова прямым наследником персонажа «Горе от ума» Антона Загорецкого и Чичикова.
- Дмитрий Быков в своей книге «Ильф и Петров» пишет, что по его мнению, авторы «12 стульев» (1927) пародировали «Хулио Хуренито» Ильи Эренбурга и «Ибикуса» Толстого. «Надо сразу сказать, хотя, может быть, это и несколько подпилит пьедестал двух любимых авторов, что и „Двенадцать стульев“, и „Золотой теленок“, при всей их трагической серьёзности, не что иное, как глобальная пародия на всю тогдашнюю литературу, и, больше того скажу, на всю русскую литературу. (…) И первым объектом пародии был именно Эренбург. Вторым объектом, если не пародии, то такой иронической отсылки, являлся герой лучшей, по мнению Чуковского — и многие, кстати, в этом согласны с ним — лучшей книги бывшего графа Алексея Толстого (…) Алексей Николаевич в 1924 году написал гениальную повесть, из которой выросли потом и булгаковские герои „Бега“ с их тараканьими бегами, и очень многие персонажи Ильфа и Петрова, и, главное, он вывел героя, из которого получились все жулики следующих эпох. Это бессмертный Невзоров. В повести „Похождения Невзорова, или Ибикус“ — я помню, меня в детстве очень пугал этот говорящий череп Ибикус, который выпадает на картах Таро, — возникает первый из благородных (или неблагородных, но обаятельных) жуликов, населивших советскую литературу». В «Лекциях по русской литературе XX века. Том 1» он пишет, что «Ибикус» вырос из «Хулио Хуренито», как и «Растратчики» Катаева, и отчасти, кстати, «Клоп» Маяковского.
- Алексей Варламов в ЖЗЛ отмечает, что в «Ибикусе», по сравнению с «Эмигрантами», меньше политики, но больше ёрничания. В «Эмигрантах» русские аристократки-проститутки выведены уже с жалостью.
- Литературовед В. Д. Миленко прослеживает гоголевскую традицию: «Примером отрыва персонажей от гоголевской традиции и перевода их в плоскость литературной пародии являются Семен Невзоров (Чичиков) и Ртищев (Ноздрев) из повести А. Толстого „Похождения Невзорова, или Ибикус“. Первый — авантюрист с холодным и расчётливым умом, жестокий, циничный, трусливый. Второй — азартный авантюрист-игрок, переполненный планами и идеями, эпикуреец и широкая натура»[1].

## В культуре
- Стругацкие в «Понедельник начинается в субботу» диктуют по буквам имя «Вий» с его помощью («Вервольф — Инкуб — Ибикус краткий…»).
- Экранизация: «Похождения графа Невзорова» (1982). В гл. роли Лев Борисов.
- «Ибикус» (fr) — комикс Паскаля Рабате по книге Толстого, переведен на русский.

В колоде Ленорман карты «Ибикус» не имеется, максимально близкие по смыслу — «Гроб» и «Коса».